# Badminton
Badminton (hovorově badec, „benďas“, lépe „beďas“) je individuální olympijský míčový sport. Jeho přímým předchůdcem je indická poona. Dva protivníci (nebo dvě dvojice) při hře odpalují pomocí rakety míček přes síť a snaží se donutit protivníka k chybě. Chybou je zahrání míčku mimo vymezené území (tzv. out) nebo neodehrání protivníkem správně zahraného míčku. Na rozdíl od tenisu se míček neodráží od země a je hrán přímo ze vzduchu.
Badminton je nejrychlejší raketový sport. Hráč musí mít postřeh, hbitost a výbornou kondici. Během jediného zápasu často naběhá až několik kilometrů. Rychlost smeče u špičkových hráčů dosahuje běžně 300 km/h; světový rekord při hře drží malajsijský deblista Tan Boon Heong, který zasmečoval rychlostí 493 km/h, ve dvouhře je držitelem tohoto rekordu Lee Chong Wei (453 km/h).
Maximální rychlost míčku za ideálních podmínek byla 565 km/h. To je aktuálně platný světový rekord, 17. 7. 2023 tuto rychlost po odehrání míčku drží indický hráč Satwiksairaj Rankireddy.
Pearly Tan z Malajsie poté zahrála míček rychlostí 438 km/h a stala se tak první ženskou držitelkou titulu v Guinnessových světových rekordech v této kategorii.

## Historie
Badminton patří mezi nejstarší sporty na světě – první doložené záznamy o tomto sportu pocházejí ze 7. století, kdy Číňané provozovali hru zvanou Di-Dčijan-Dsi. Na podobném principu odbíjení opeřeného míčku byla hrána v Japonsku hra cibane, v Koreji se badmintonový předchůdce jmenoval Tije-Kiča-Ki. Mimo asijský kontinent byly badmintonu podobné hry provozovány i mezi Indiány Severní, Střední i Jižní Ameriky a dokonce i ve středověké Evropě, kde však byla časem tato hra zapomenuta.[zdroj?]
Dějiny moderního badmintonu se začaly psát hrou nazývanou jako poona, pojmenovanou podle indického města Puné, kde jej okolo roku 1850 objevili britští vojáci. Ti hru přivezli do Anglie, kde o deset let později, v roce 1860, získala své současné jméno. Isaac Spratt svůj pamflet, ve kterém popisoval hru provozovanou v Badminton House vévodou z Beufortu, pojmenoval „Badminton Battledore – a new game“.[zdroj?]
Ve své původní indické podobě se poona hrávala převážně v odpoledních hodinách, často jen do západu slunce – tedy přibližně do 18:00, zejména v sobotu, kdy následoval čas vyhrazený duchovním obřadům, včetně uctívání posvátných zvířat, především krav. Toto pravidlo se dodržuje při badmintonu do dnes.
V roce 1934 byla založena IBF (International Badminton Federation, Mezinárodní federace badmintonu), 24. září 2006 přejmenovaná na BWF (Badminton World Federation).[zdroj?]
V roce 1972 se badminton poprvé hrál na olympiádě v Mnichově, ale teprve roku 1992 byl zařazen mezi olympijské sporty. Dosavadními českými olympijskými účastníky byli v Barceloně 1992 Tomasz Mendrek a Eva Lacinová a v Pekingu 2008 Petr Koukal a Kristína Ludíková. Na OH v Londýně 2012 si svoji účast zopakoval Petr Koukal i Kristína Gavnholt, rozená Ludíková.

## Pravidla

### Badmintonový kurt

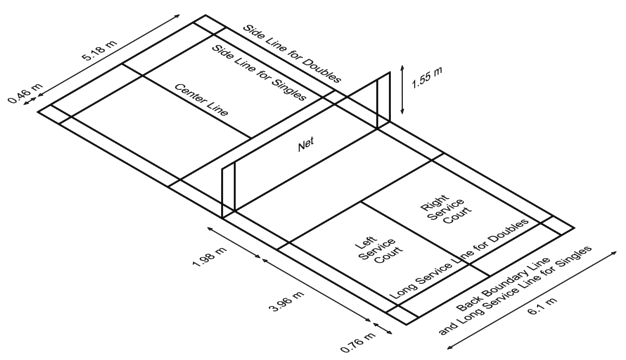
Badmintonový kurt

Při badmintonu se rozlišuje kurt pro dvouhru („singl“) a pro čtyřhru („debl“). Singlový kurt je 5,18 m (17 stop) široký a 13,4 m (44 stop) dlouhý. Kurt na čtyřhru má shodný rozměr na délku, odlišná je šířka, čtyřhrový kurt je o tři stopy širší – 6,10 m (20 stop). Dvorec musí být pravoúhlý a je vymezen čarami širokými 40 mm. Čáry musí být snadno rozeznatelné, nejlépe bílé nebo žluté. Všechny čáry jsou součástí pole, které je jimi vymezeno. Sloupky musí být vysoké 1,55 m od povrchu dvorce a musí zůstat kolmé při napnutí sítě, přičemž nesmí zasahovat do dvorce. Sloupky musí být umístěny na postranních čarách pro čtyřhru, bez ohledu na to, zda se hraje dvouhra nebo čtyřhra. Síť musí být zhotovena z jemné šňůry tmavé barvy a jednotné síly s oky o velikosti od 15 do 20 mm. Samotná síť musí být vysoká 760 mm a široká minimálně 6,1 m. Horní okraj sítě musí být ohraničen přeloženou bílou páskou o celkové šířce 75 mm, kterou prochází šňůra nebo lanko. Tato páska musí spočívat na šňůře či lanku. Šňůra či lanko musí být pevně nataženy a lícovat s vrcholky sloupků. Horní okraj sítě je vzdálen od povrchu dvorce 1,524 m uprostřed dvorce a 1,55 m  nad postranními čarami pro čtyřhru. Mezi konci sítě a sloupky nesmí být žádné mezery. V případě potřeby musí být konce sítě přivázány po celé šířce ke sloupkům.

### Hra
Cílem hry je umístit míček přes síť do pole tak, aby jej soupeř nezasáhl (nebo se dotkl soupeře či jeho oděvu). Chybou je tedy, pokud míč spadne do sítě nebo mimo pole soupeře. Míč, který dopadl na čáru, se hodnotí jako platný. Situace, kdy se míček dotkne sítě a skončí na straně soupeře, takzvané „prase“, je v badmintonu povolena (i při podání). Jako nový míč se považuje stav, kdy se míček zachytí na vrcholu sítě, nebo přejde přes síť a potom se v ní zachytí (pokud se nejedná o podání).
Ve vyšších soutěžích pomáhají rozhodčím s rozhodováním o sporných míčích při dopadu blízko vymezující čáry čároví („lajnoví“) rozhodčí. Pokud ani to nestačí, případně pokud jeden z hráčů vznese námitku (tzv. challenge), lze využít „jestřábí oko“ – speciální zařízení pro přesné měření místa dopadu míčku, které se používá i v tenise. Každý hráč (nebo dvojice) mohou využít maximálně 2 námitky za zápas.

### Podání

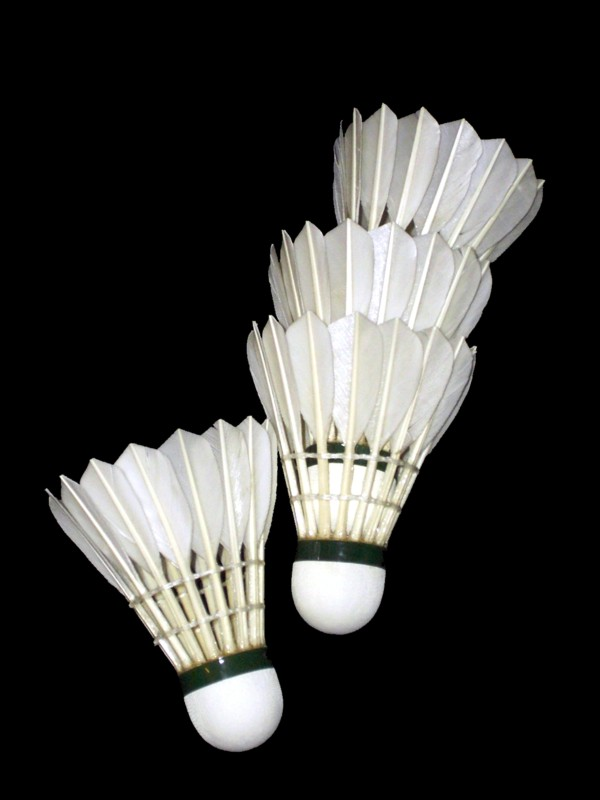
Míček z husích brk

Podávající hráč stojí v obdélníku pro podání (při sudém počtu jeho bodů v pravém, při lichém počtu v levém) a musí míček odehrát do protilehlého obdélníku, při čtyřhře zkráceného o 0,76 m a rozšířeného o 0,42 m. Při podání musí být úder do míčku veden pod úrovní pasu (spodní žebro) a raketa se musí nejdříve dotknout hlavičky míčku. Pokud ve čtyřhře podávající strana získá bod, pokračuje v podání stejný hráč, ale z opačného obdélníku. Tím pádem podává na druhého protivníka. Při ztrátě podání podávají protihráči ze stejného postavení, v jakém stáli při svém posledním podání (tím pádem podává hráč, který minule nepodával). Podávajícího v prvním setu určí los – kdo vyhraje, může si vybrat stranu, podání nebo příjem. V dalším setu podává hráč, který vyhrál minulý set.

### Míček
Badminton se hraje s míčkem; kvalitnější jsou vyrobeny z pravého husího peří (na jeden je zapotřebí 16 brk, používá se peří z levého křídla), míčky s horšími letovými vlastnostmi, na druhou stranu ale s delší trvanlivostí, jsou plastové. Míček musí vážit 4,74 až 5,5 g, u plastového jsou povoleny výjimky o 10 % celkové váhy. Délka per musí být jednotná v rozmezí od 62 do 70 mm, měřeno od konce pera k horní části základny. Nevýhodou péřových míčů je vyšší cena a nižší trvanlivost. Na vrcholových turnajích dokáží hráči během jednoho zápasu spotřebovat i 27 péřových míčů.

### Počítání

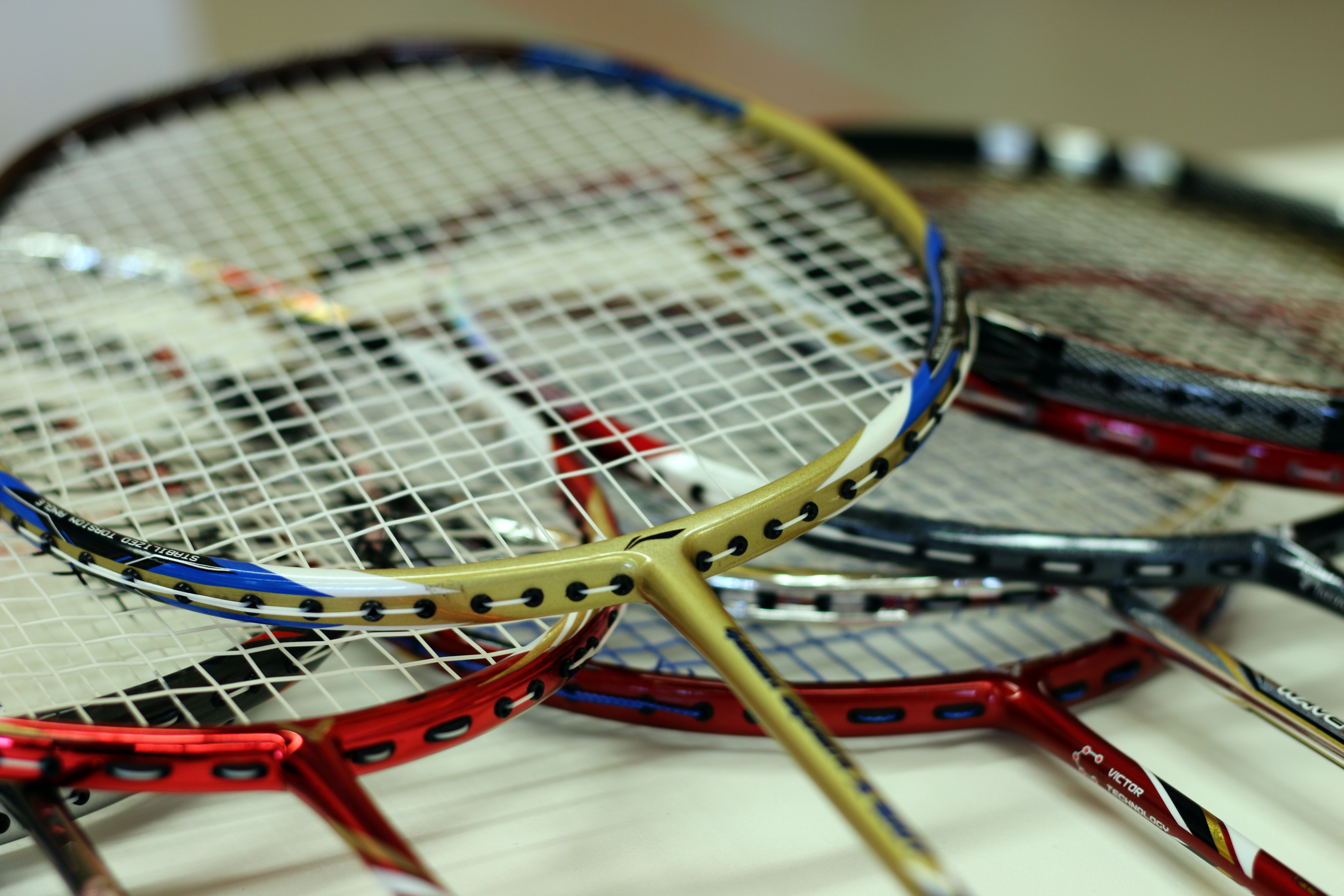
Badmintonová raketa

Dne 6. května 2006 IBF na svém výročním zasedání valné hromady v Tokiu rozhodla o zavedení nového systému počítání. Všechny disciplíny se podle tohoto systému hrají na dva vítězné sety do 21 bodů a strana, která vyhrála výměnu, vždy získává bod. Opustilo se tak pravidlo o ztrátování. Za stavu 20:20 se pokračuje ve hře, dokud jedna strana nedosáhne dvoubodového vedení, za stavu 29:29 vítězí strana, která dosáhne 30. bodu. Strana, jež vyhrála set, začíná podáním v následujícím setu. V okamžiku, kdy jedna strana docílí 11 bodů, mají hráči k dispozici 60sekundovou přestávku. Mezi prvním a druhým i mezi druhým a třetím setem je hráčům k dispozici dvouminutová přestávka. Ve čtyřhrách přestává platit systém dvou podání, každá strana má pouze jedno.
Původně se badminton hrál na dva vítězné sety do patnácti bodů, výjimkou byla dvouhra žen, která se hrála na dva vítězné sety do jedenácti bodů. Pokud výměnu vyhrál podávající, získal bod. V opačném případě byla ztráta, skóre se neměnilo, ale podával protivník. Ve čtyřhře měl podání každý z dvojice. Ve dvouhře i v párových disciplínách platilo pravidlo o možnosti nastavit set za stavu 13:13 do 18 bodů, případně za stavu 14:14 do 17 bodů. Ve dvouhře žen bylo nastavení možné za stavu 10:10, nastavovalo se do 13 bodů. Mezi prvním a druhým setem byla 90 s dlouhá přestávka a před případným třetím setem byla přestávka pětiminutová. V současné době se testuje nový systém počítání na 3 vítězné sety do 11, ten nicméně schválen nebyl.

## Disciplíny
Jde o individuální sport, ve kterém se hraje pět disciplín:
- dvouhra mužů (singl mužů),
- dvouhra žen (singl žen),
- čtyřhra mužů (double mužů),
- čtyřhra žen (double žen) a
- smíšená čtyřhra (mix).